# Straßenbahn Trondheim

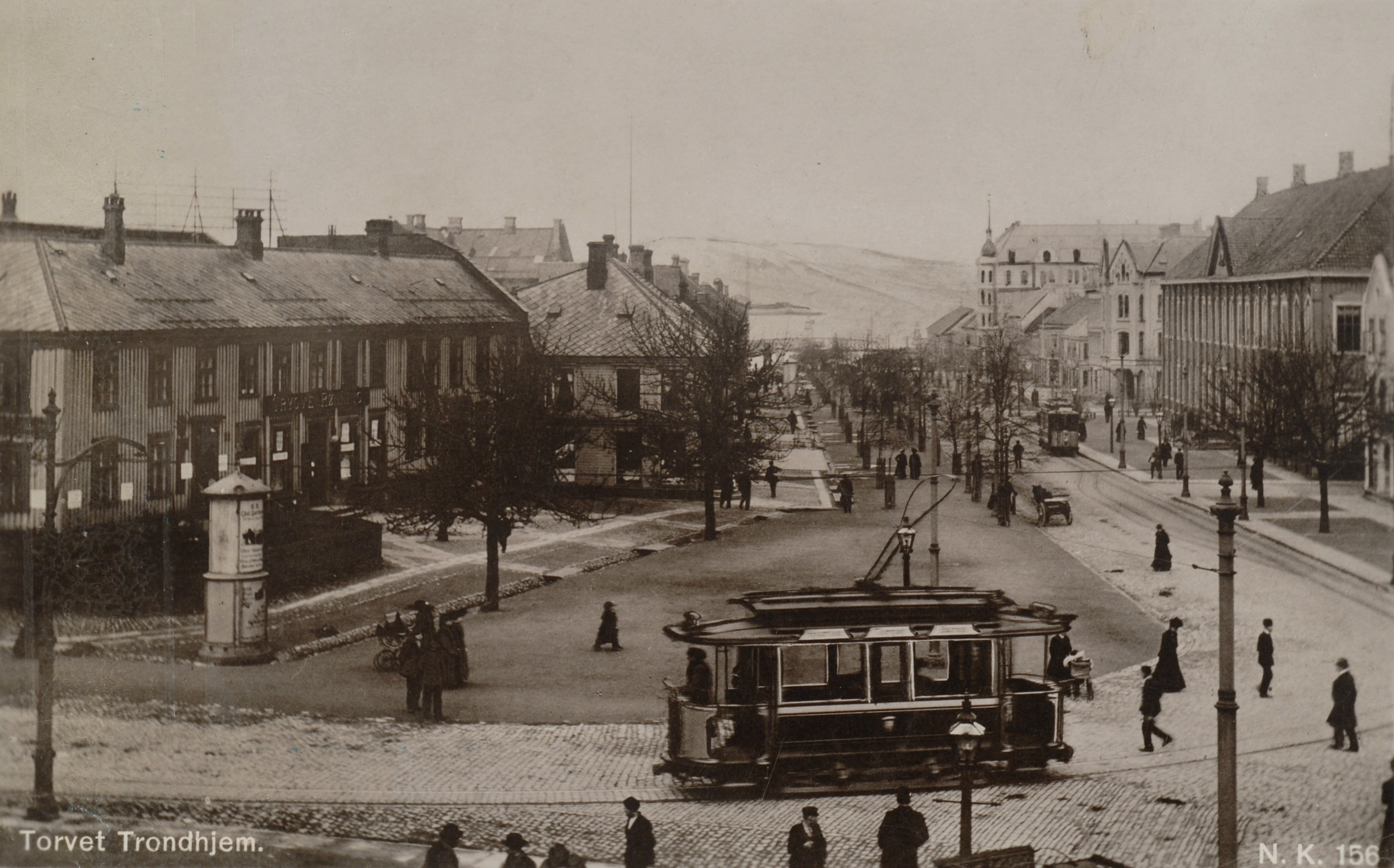
Torvet in Trondheim, Wagen der Linie 1 nach Ilevolden, 1907

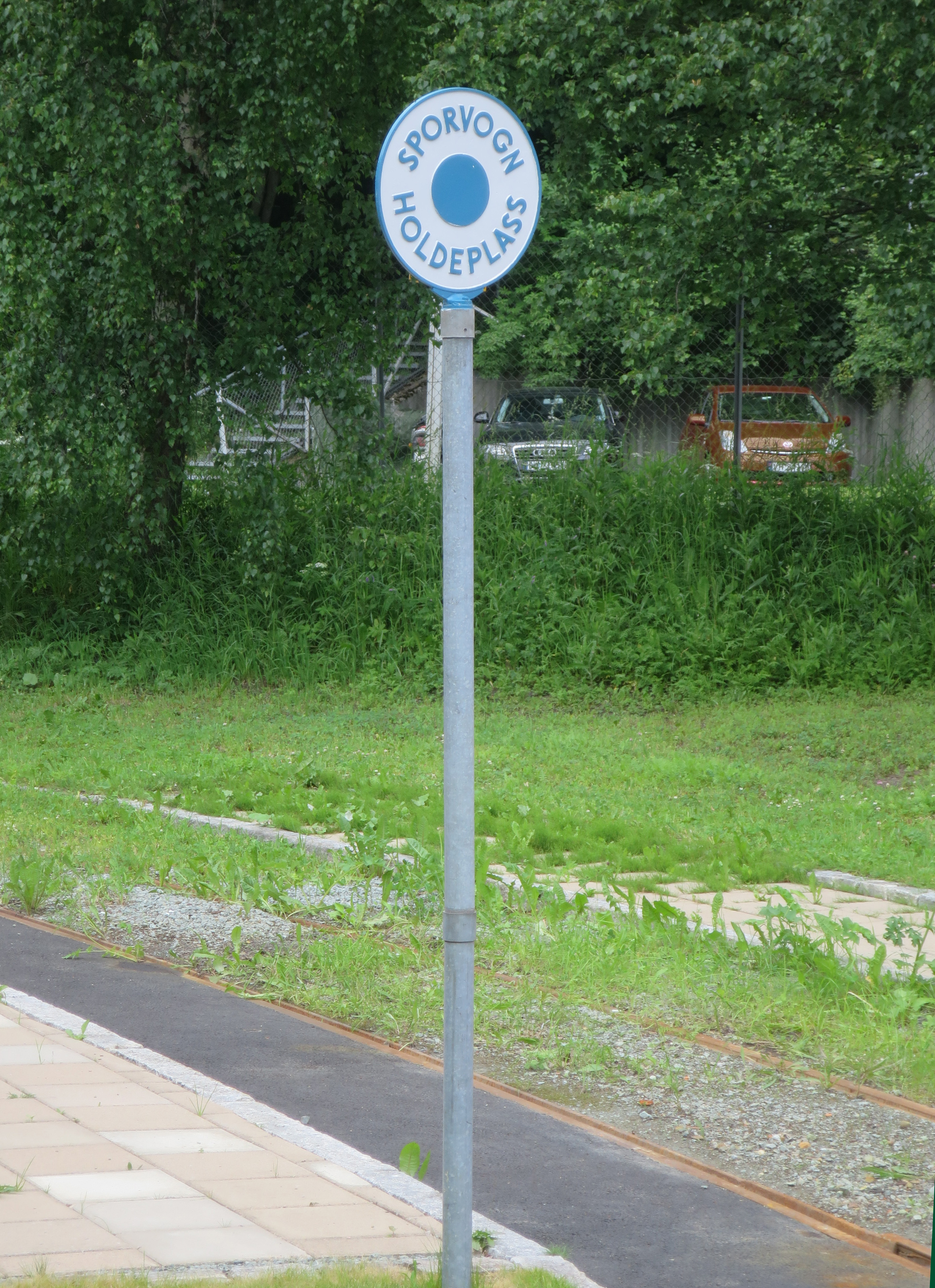
Historisches Haltestellenschild

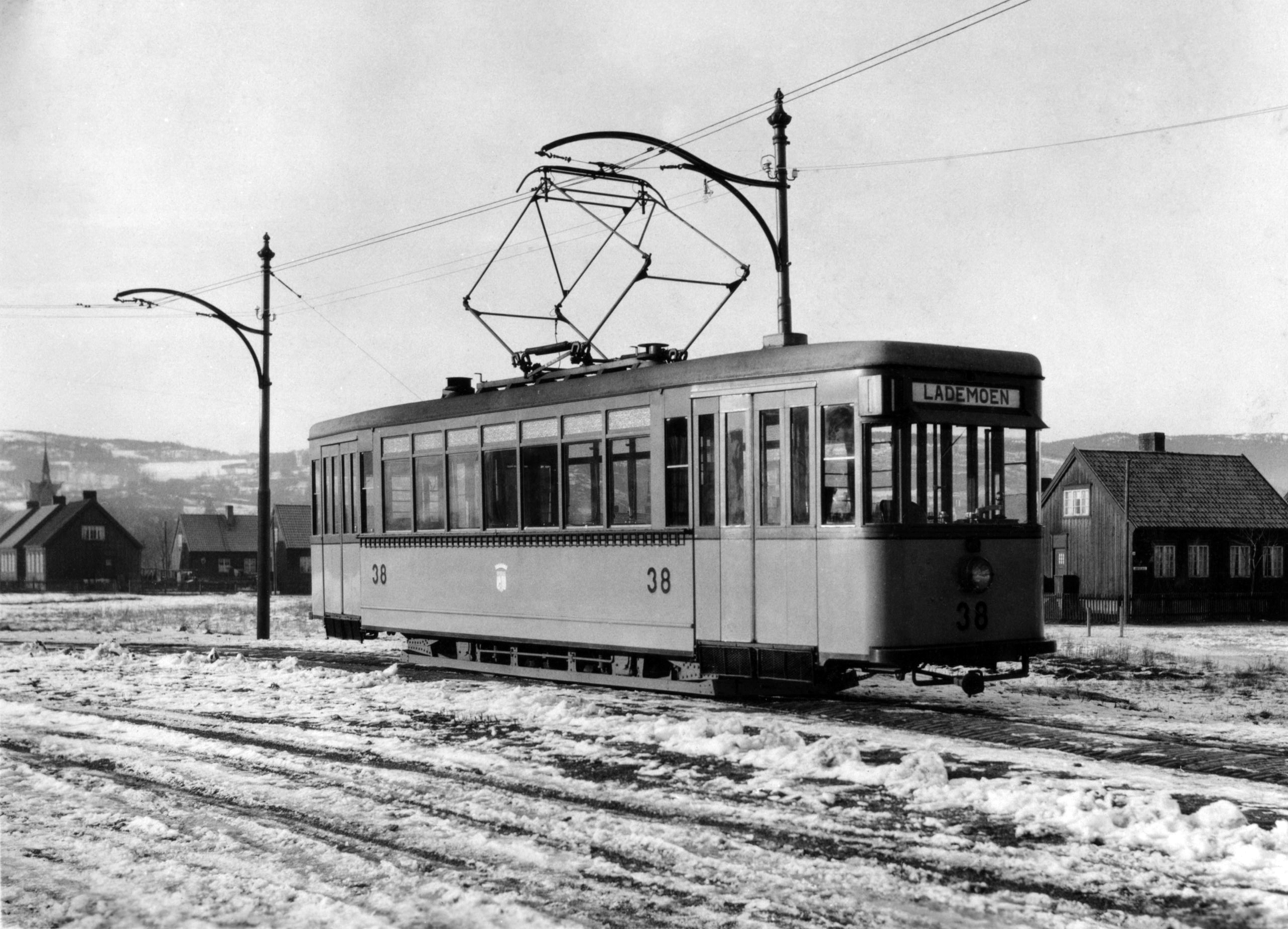
Wagen Nr. 38 von Strømmens Værksted, 1930

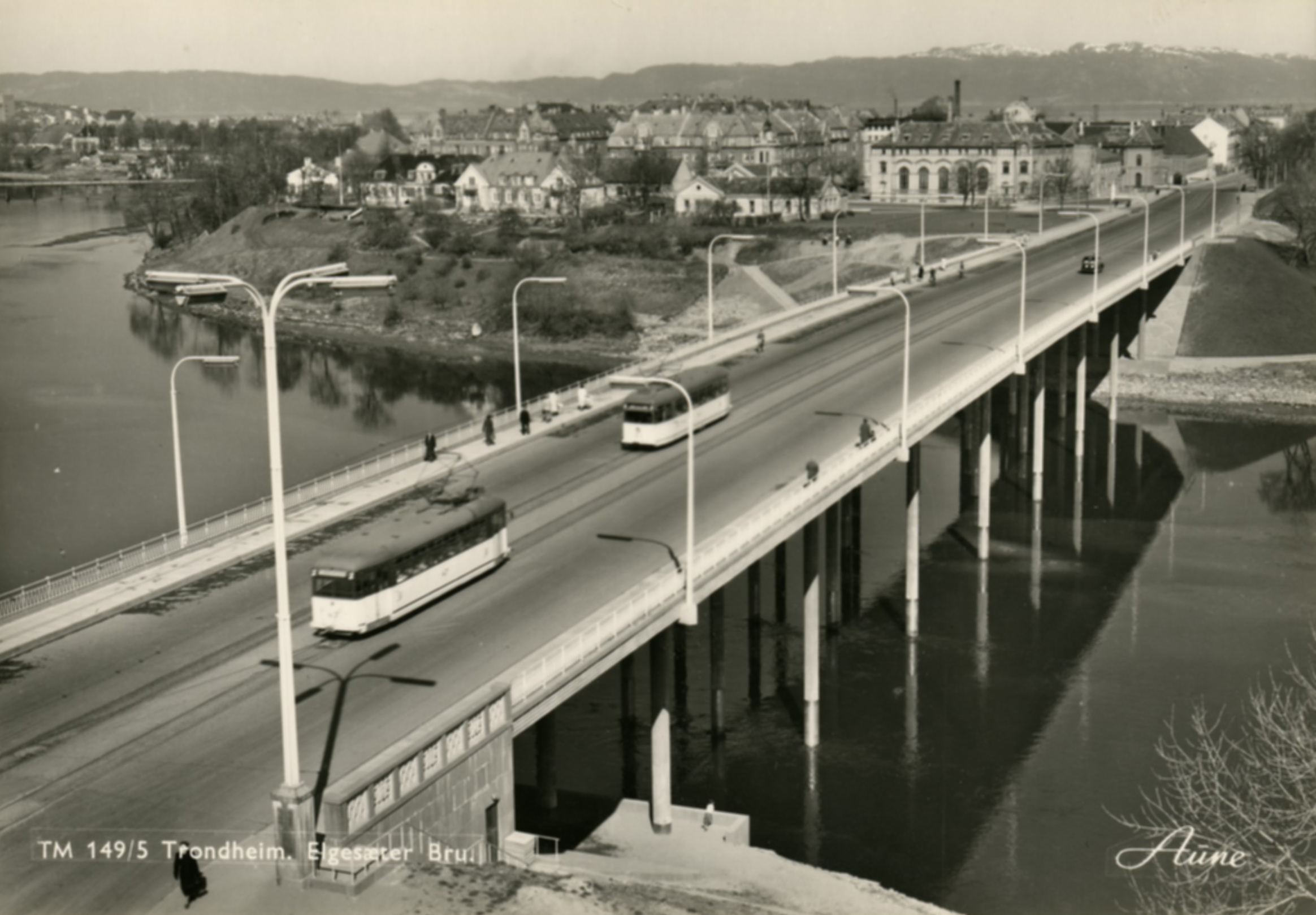
Bahnen auf der Elgesæter-Brücke, 1950er Jahre

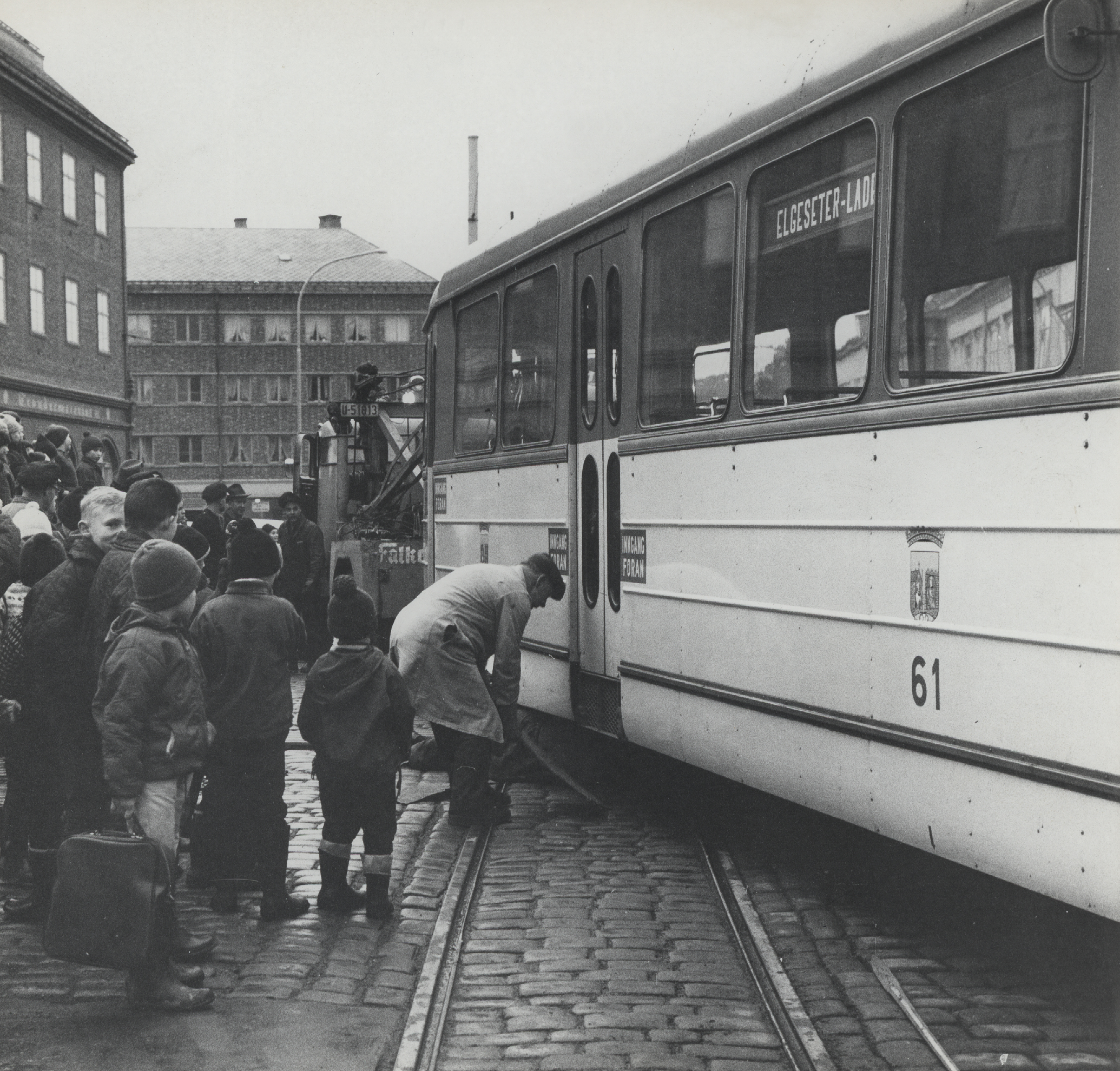
Wagen Nr. 61 mit Unfall, 1964

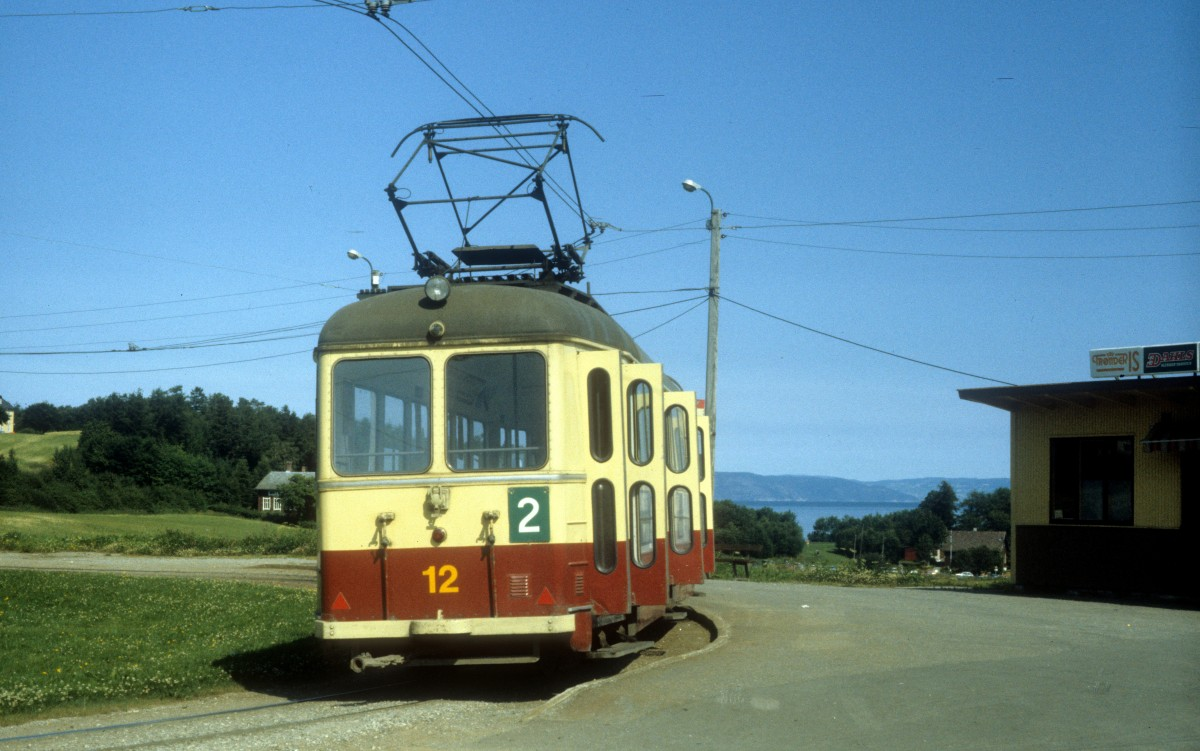
Wagen Nr. 12 als Linie 2 in der Wendeschleife in Lade, 1982

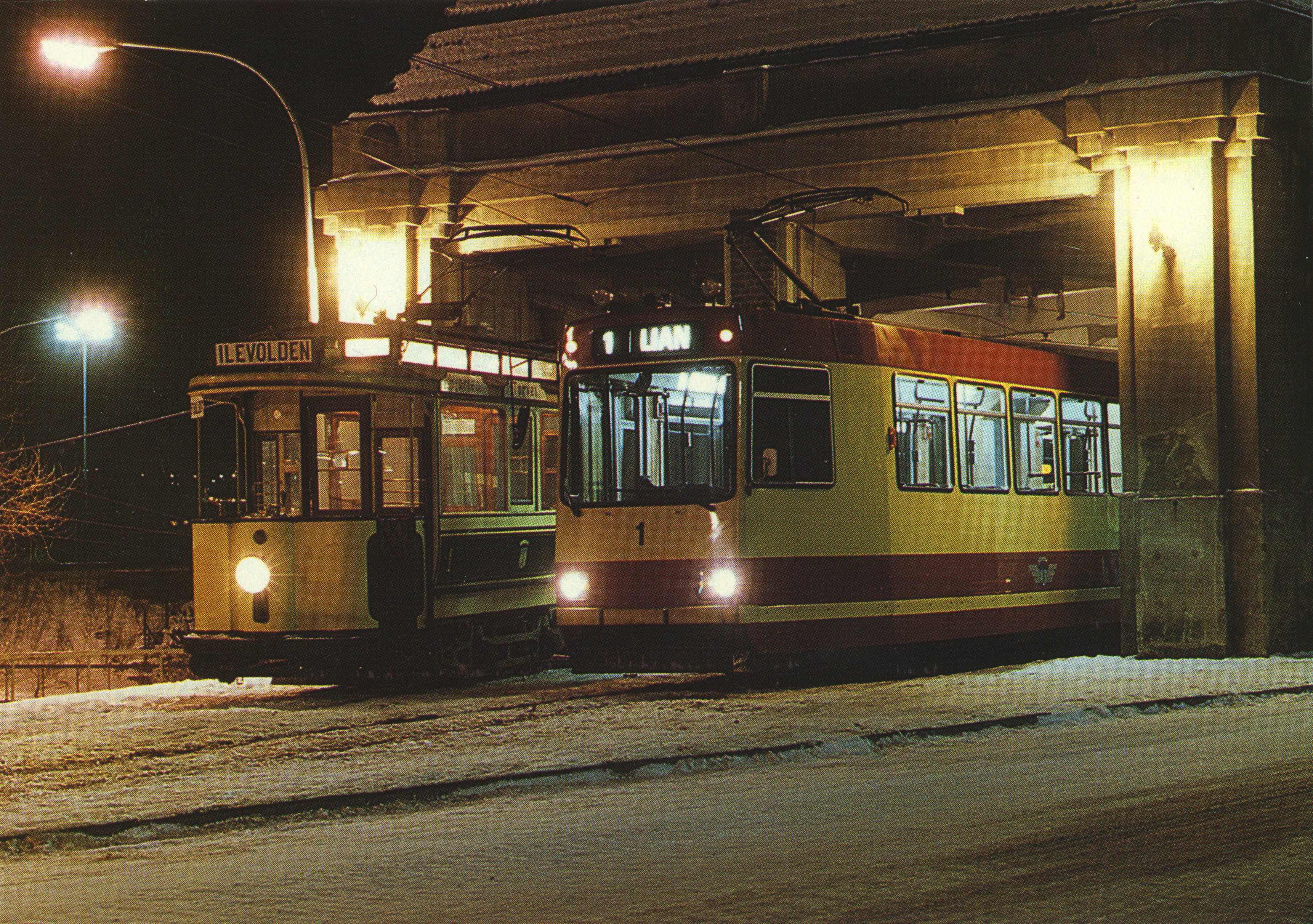
1984 neu gelieferter Wagen Nr. 1 und der 1951 mit „1“ umgezeichnete historische Wagen Nr. 12 vor der Wagenhalle Voldsminde, 1988

Die Straßenbahn Trondheim war das Straßenbahnsystem der Stadt Trondheim in Norwegen. Sie verkehrte von 1901 bis 1988 und wurde dann stillgelegt. Die Gråkallbane war in den letzten Jahren des Betriebs in das Straßenbahnnetz eingebunden und wurde 1990 wiedereröffnet.

## Geschichte

### Vorgeschichte
Eröffnet wurde die meterspurige Straßenbahn in Trondheim am 3. Dezember 1901. Sie war zu diesem Zeitpunkt die am nördlichsten gelegene Straßenbahn der Welt. Im Gegensatz zu den meisten anderen Bahnen hatte sie keine Pferdebahn als Vorgängerin. Vorgänger waren vielmehr Pferdeomnibuslinien. Als Bahnstrom verwendete sie Gleichstrom mit einer Spannung von 600 V.

### Anfänge
Die erste Strecke hatte eine Länge von 3,5 Kilometern und war bis auf die Ausweichstellen eingleisig. Sie verlief von West nach Ost, von Ilevolden durch die Stadt, ein Stück auch über die zentrale Achse, Munkegata, nach Lademoen und ersetzte eine Pferdeomnibuslinie. Das Straßenbahndepot befand sich damals in Hospitalsløkkan.:4 Nach der Eröffnung des neuen Depots in Voldsminde und einer 400 m langen Anbindung nach dort wurde die Halle in Hospitalsløkkan weiter als Werkstatt genutzt.:5 Bei der Eröffnung gab es 11 Fahrzeuge, die in Deutschland beschafft wurden. 1903 kam ein weiteres Fahrzeug dazu, das Skabo jernbanevognfabrik lieferte und das im Straßenbahnmuseum Trondheim mit der Nr. 12 erhalten ist.
Die Bahn war von Anfang an ein Erfolg. Schon 1902 wurde sie von 1,6 Mio. Fahrgästen benutzt. So wurden weitere Fahrzeuge angeschafft und ab 1908 konnte durch eine Erhöhung der Reisegeschwindigkeit ein 4-Minuten-Takt angeboten werden. 1909 wurde mit dem zweigleisigen Ausbau begonnen, 1921 erhielt die Strecke Wendeschleifen an beiden Enden.:6

### Ausbau
Am 6. Oktober 1913 kam eine zweite, 2,5 km lange Strecke vom Bahnhof nach Øen (ab 1925: Øya:9, ab 1958: Elgeseter:18) hinzu. Die dortige Endhaltestelle trug die Bezeichnung Magnus den Godes gate. Die Strecke teilte sich im Bereich der Munkegata für einige hundert Meter die Trasse mit der ersten Strecke. Es verkehrten nun zwei Linien mit den Bezeichnungen 1 und 2.:5 Bis 1919 steigerten sich die Fahrgastzahlen bis auf 13,9 Millionen. 1923 erhielt die zweite Strecke die Wagenhalle Dalsenget in Øen und die erste Anlage in Hospitalsløkkan wurde im Gegenzug geschlossen.:7
Zum 18. Juli 1924 nahm die Gråkallbane ihren Betrieb auf. Zwischen ihrer innerstädtischen Endhaltestelle St. Olavs gate und der Endhaltestelle Ilevolden (ab 1925: Ile:9, ab 1958: Ilevollen:18) der Linie 1 der Straßenbahn nutzten beide Bahnen dieselbe Trasse.:8 Da auf der Gråkallbane breitere Wagen zum Einsatz kamen, als sie auf den Strecken der Straßenbahn verkehrten, musste in diesem Abschnitt der Gleisabstand entsprechend angepasst werden.
1927 kam die Linie 3 (Singsakerlinjen) hinzu. Dazu wurden bis Ankers gate im Stadtteil Singsaker 1,6 km neue Strecke gebaut, die im südlichen Bereich der Linie 2, an der Haltestelle Student samfundet, nach Osten abzweigte. Die Linie 3 verkehrte zusammen mit der Linie 2 vom Bahnhof bis zur Abzweigung, um dann hier nach Ankers gate abzubiegen. Alle drei Linien verkehrten so durch die Munkegata.:10
1928 war das Netz komplett zweigleisig ausgebaut und die Endhaltestelle am Bahnhof erhielt eine Wendeschleife.:11
Ab 1930 kamen neue, 2,60 m breite Fahrzeuge zum Einsatz.
1932 wurde das Liniennetz auf den bestehenden Strecken umstrukturiert und blieb in dieser Grundstruktur bis 1968 erhalten. Es verkehrten nun folgende Linien:11:
- Linie 1: Ila–Lademoen
- Linie 2: Dalsenget (Øya)–Lademoen. Die Wendeschleife in Lademoen wurde 1936 vergrößert und umgebaut, so dass die Linien 1 und 2 nun bis Voldsminde und zur dortigen Wagenhalle verkehrten[1]:14, 1958 folgte eine weitere Verlängerung bis Lade.[1]:18
- Linie 3: Bahnhof–Singsaker / Ankers gate. Die Strecke wurde 1935 jenseits von Ankers gate noch einmal um 400 m bis Asbørnsens gate verlängert.[1]:13

Mit Beginn des Zweiten Weltkriegs stiegen die Fahrgastzahlen weiter und erreichten 1943 35,5 Millionen. In dieser Zeit stockte allerdings jeder weitere Ausbau. Erst nach Ende des Krieges kam es zu den erforderlichen Sanierungen und einer Modernisierung des Fahrzeugparks. Dabei erhielt nun auch das südliche Ende der Linie 2 an der Wagenhalle Dalsenget eine Wendeschleife.:13
1955 wurde – ausgehend von Ankers gate – eine 1,4 km lange Schleife um den Stadtteil Rosenborg in Betrieb genommen, mit der die Linie 3 verlängert wurde. Somit waren nun alle Streckenenden mit Wendeschleifen versehen und es konnten überall Einrichtungsfahrzeuge eingesetzt werden.:16
1958 folgte eine letzte Erweiterung des Netzes mit einer Neubaustrecke nach Lade, die teils auf eigenem Trassé neben der Straße verlief.:28 Die neue Strecke verlängerte die Linie 2 bis Lade (Fagerheim). Das Netz erreichte so eine Länge von 24 Kilometern und seine größte Ausdehnung.:18

### Niedergang
Am 10. Oktober 1956 kam es zu einem Großfeuer in der Wagenhalle. Neben zahlreichen Verletzten waren drei Tote zu beklagen. Zudem wurden mit 26 Triebwagen, 16 Beiwagen und einem Arbeitswagen große Teile des Fuhrparks zerstört. Darunter befanden sich bis auf zwei Exemplare auch alle Neuanschaffungen der vergangenen Jahre. Da es in Trondheim Tradition hatte, viele alte Fahrzeuge einzulagern und nicht zu verschrotten, rettete das den Trondheimer Straßenbahnbetrieb, der mit den alten Fahrzeugen weitergeführt wurde. Der Schaden führte aber auch zu den ersten Überlegungen, die Straßenbahn durch Oberleitungsbusse oder Omnibusse zu ersetzen.
1961 wurde die Straßenbahntrasse in der Innenstadt aus der Munkegata in die Prinsens gate verlegt.
Mit dem Anstieg des Autoverkehrs fuhren die Linien in einem immer weiter ausgedünnten Takt. Das verursachte einen weiteren Rückgang der Fahrgastzahlen. 1965 fuhr die Straßenbahn erstmals Verluste ein. Das führte dazu, dass 1968 die Linie 3 eingestellt und durch Omnibusse mit ersetzt wurde, womit auch der Bahnhof ohne Straßenbahnanschluss verblieb.:20
1971 fusionierten die Straßenbahn Trondheim, die Gråkallbane und die Buslinien zur Trondheim Trafikkselskap (TT), die später als Team Trafikk AS firmierte. In der Folge wurden 1973 die Linie 1 der Straßenbahn und die Gråkallbane zu einer Linie vereinigt, die als Linie 5 verkehrte, während die Linie 1 nur noch in Tagesrandzeiten und an Feiertagen einen Abschnitt der Strecke befuhr. Es verkehrten nun folgende Linien::21
- Linie 1: Illevollen–Voldsminde. 1976 wurde diese Linie 1 aufgegeben und die Linie 5 erhielt die Bezeichnung „Linie 1“.[1]:22
- Linie 2: Elgeseter–Lade
- Linie 5: Lian–Voldsminde. 1976 wurde die Linie in „Linie 1“ umbenannt.[1]:22

1980 wurde der Betrieb der Linie 1 östlich der Haltestelle Illevollen auf Omnibusbetrieb umgestellt, womit Linie 1 und 2 im planmäßigen Betrieb nicht mehr verbunden waren.:22 Das wurde aber nach etwas mehr als einem Jahr wieder rückgängig gemacht. 1982 gab es eine letzte Linienänderung::23
- Linie 1: Lian–Lade
- Linie 2: Elgeseter–Voldsminde. Die Linie verkehrt nur werktags und wurde am 11. Juni 1983 eingestellt.[1]:24

Das Ende für die Straßenbahn Trondheim kam am 13. Juni 1988, als auch der Betrieb der Linie 1 eingestellt wurde. In der Innenstadt wurde die Infrastruktur bis auf die Gråkallbane, für die ein Museumsbetrieb erwogen wurde, demontiert. Alle zu erhaltenden Fahrzeuge wurden in deren Depot Munkvoll untergestellt, wo das Straßenbahnmuseum Trondheim entstand. Bis Ende 1988 gab es noch Sonderfahrten auf der Gråkallbane, dann wurde auch dieser Betrieb eingestellt.:25
Erst 1990 nahm die 1989 gegründete AS Gråkallbanen den Betrieb auf der Gråkallbane wieder auf. Das Liniennetz der Straßenbahn besteht nach Stilllegungen nur noch aus der Linie 1, St. Olavsgate – Sentrum – Munkvoll – Lian. Die Bahn wird von dem privaten Unternehmen Boreal Norge AS (ehemals Veolia Transport Norge) betrieben.